# Batalha de Famaillá

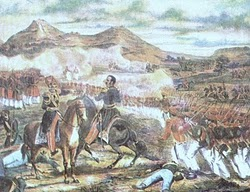
batalha de Famaillá na província de Tucamán Argentina em 1841

Batalha de Famaillá (Famaillá, província de Tucumán, Argentina, 19 de setembro de 1841), vitória do exército federal argentino, ao comando do ex presidente oriental Manuel Oribe, sobre o exército unitario do general Juan Lavalle, durante as guerras civis da Argentina e Uruguai.